# I с полуовалом
,  (I с полуовалом) — буква расширенной латиницы. Была введена в 1928 году в реформированный яналиф, а позже и в другие алфавиты. Буква была разработана специально для записи звука [ɯ]. Таким образом, эта буква соответствует букве Iı в современных тюркских алфавитах. В этих алфавитах она также обозначала гласный [ɨ].

## Использование
Буква изначально была внесена в яналиф, а позже также включена в алфавиты курдского, абазинского, саамского, коми, цахурского, азербайджанского и башкирского языков, в Единый северный алфавит, а также в проект реформы удмуртской письменности. Во время проекта латинизации русского языка эта буква соответствовала кириллической букве Ыы.
В алфавитах, использовавших данную букву, строчная B заменялась капительной ʙ, чтобы между ней и  не возникало путаницы.

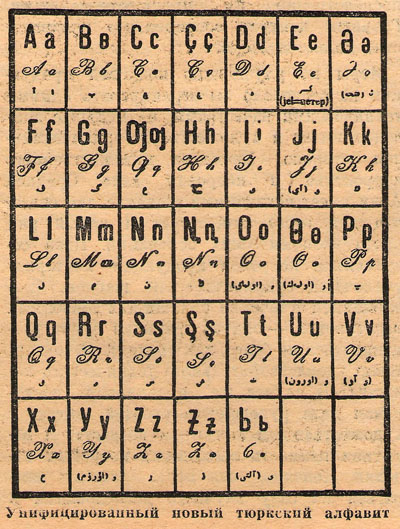
Новый тюркский алфавит
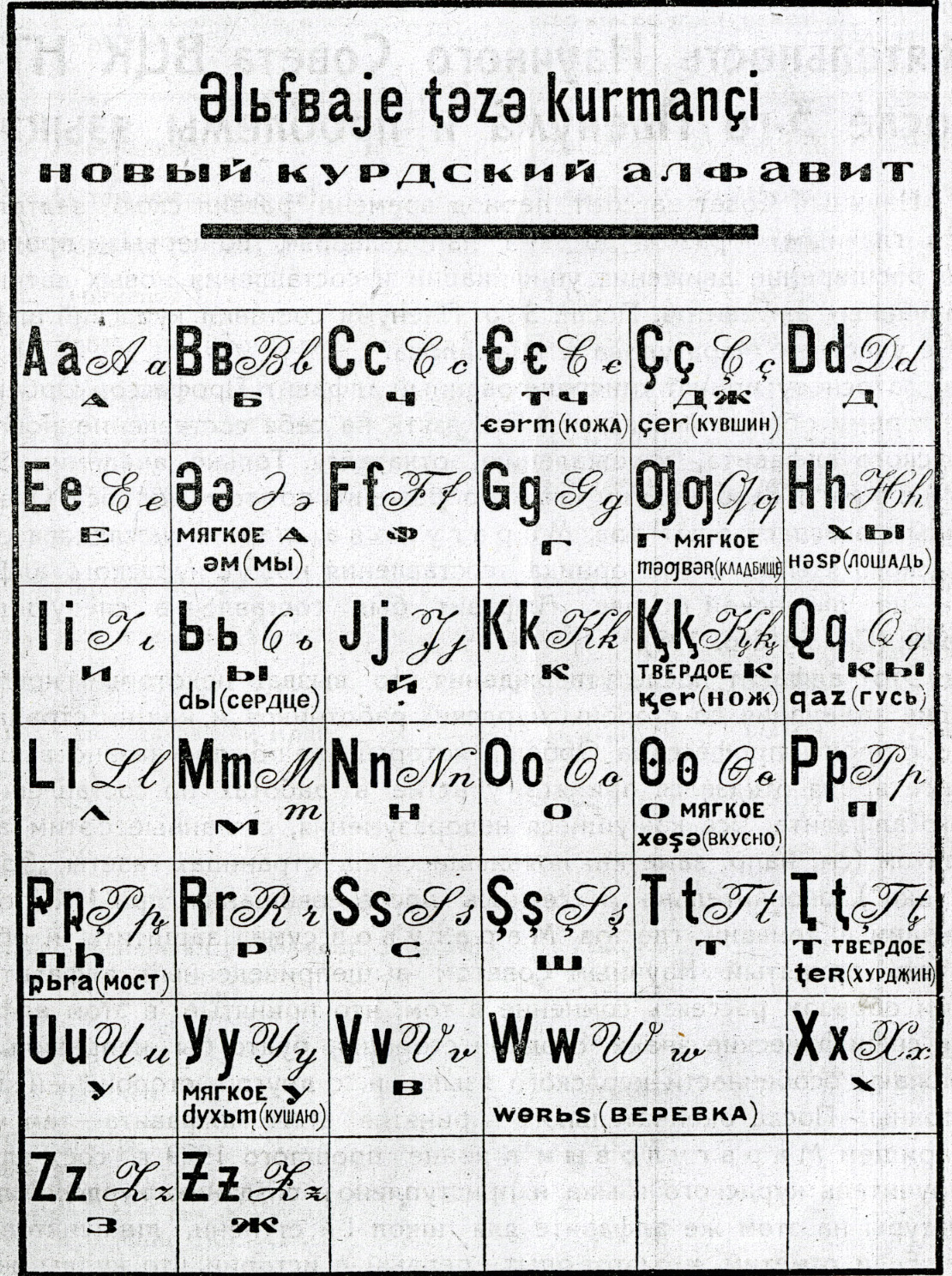
Курдский алфавит 1929 года
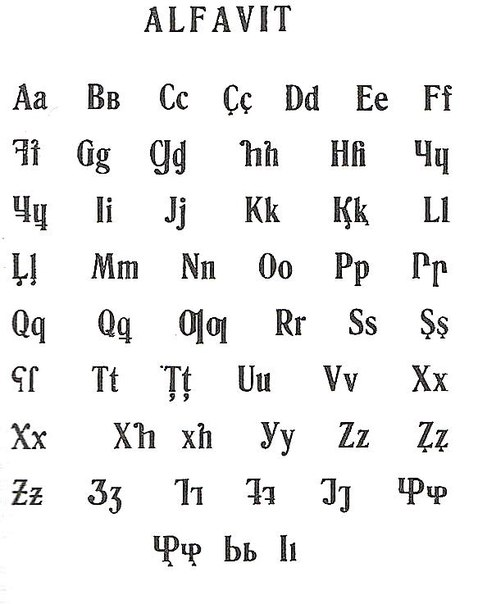
Абазинский алфавит 1930-х годов
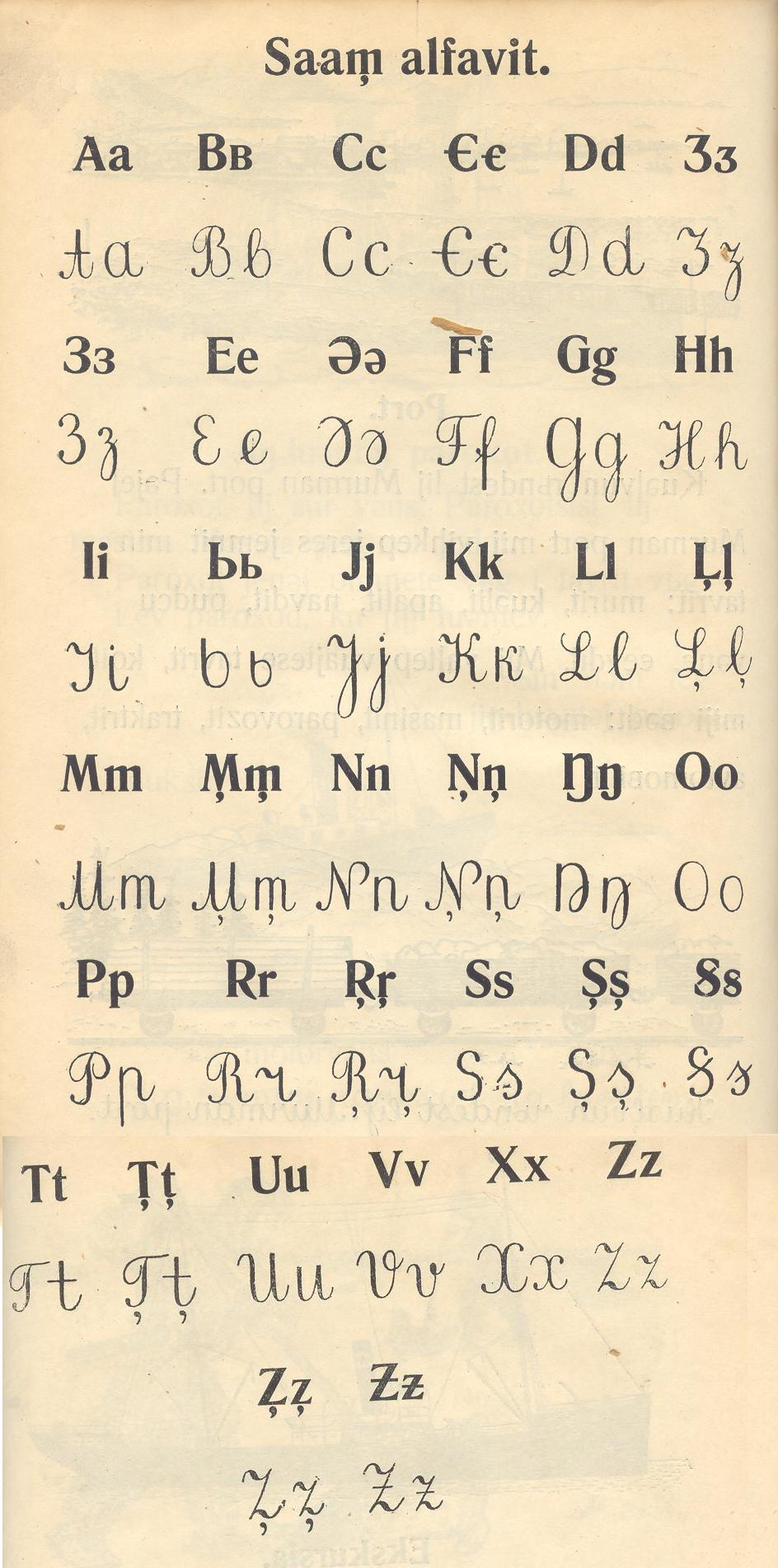
Саамский алфавит 1933 года
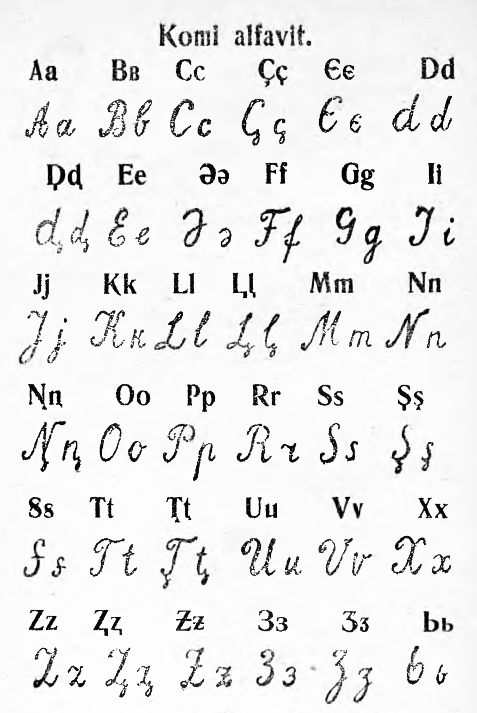
Коми алфавит 1934 года
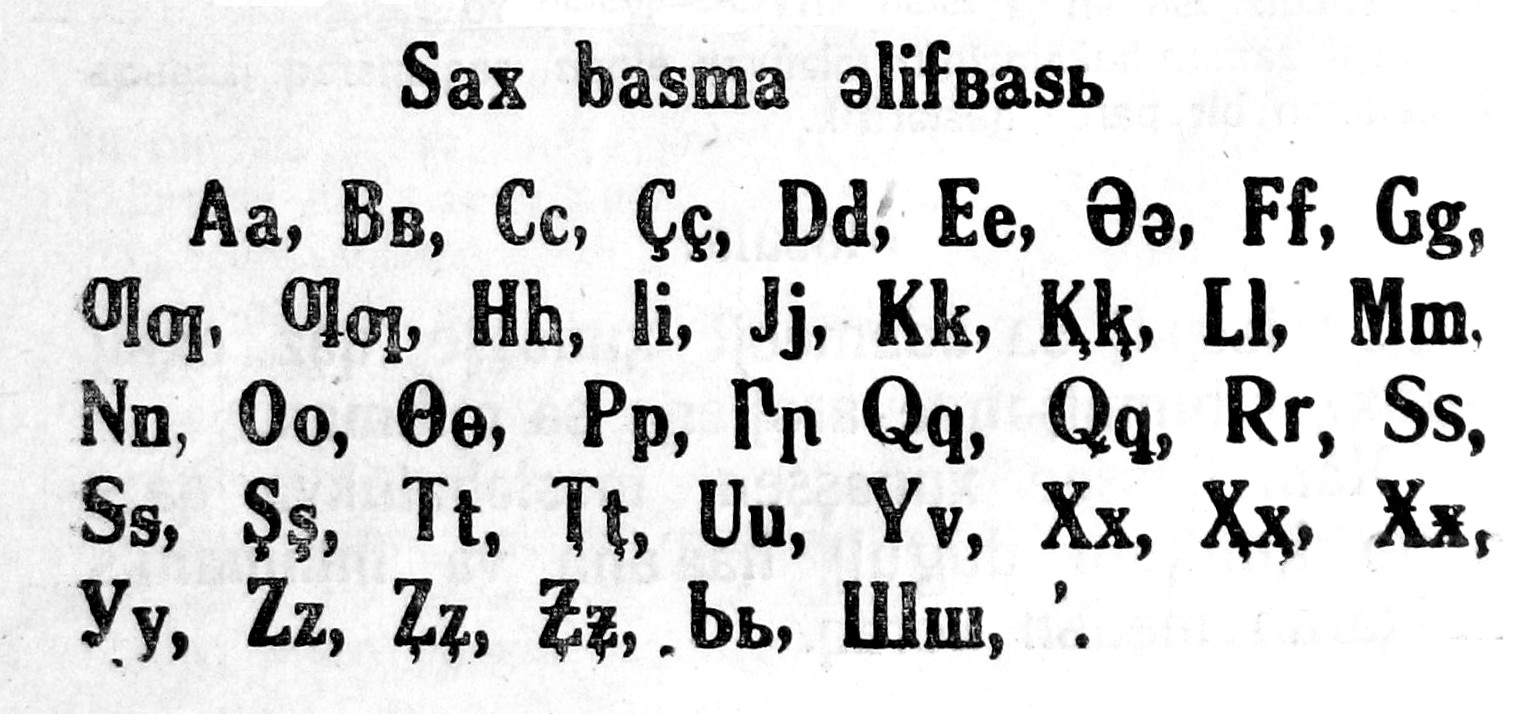
Цахурский алфавит 1934 года
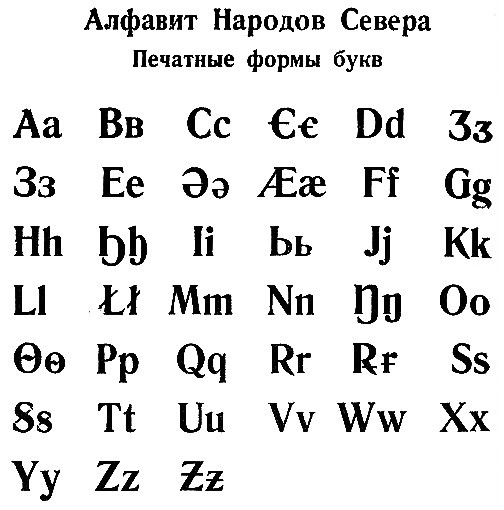
Единый северный алфавит
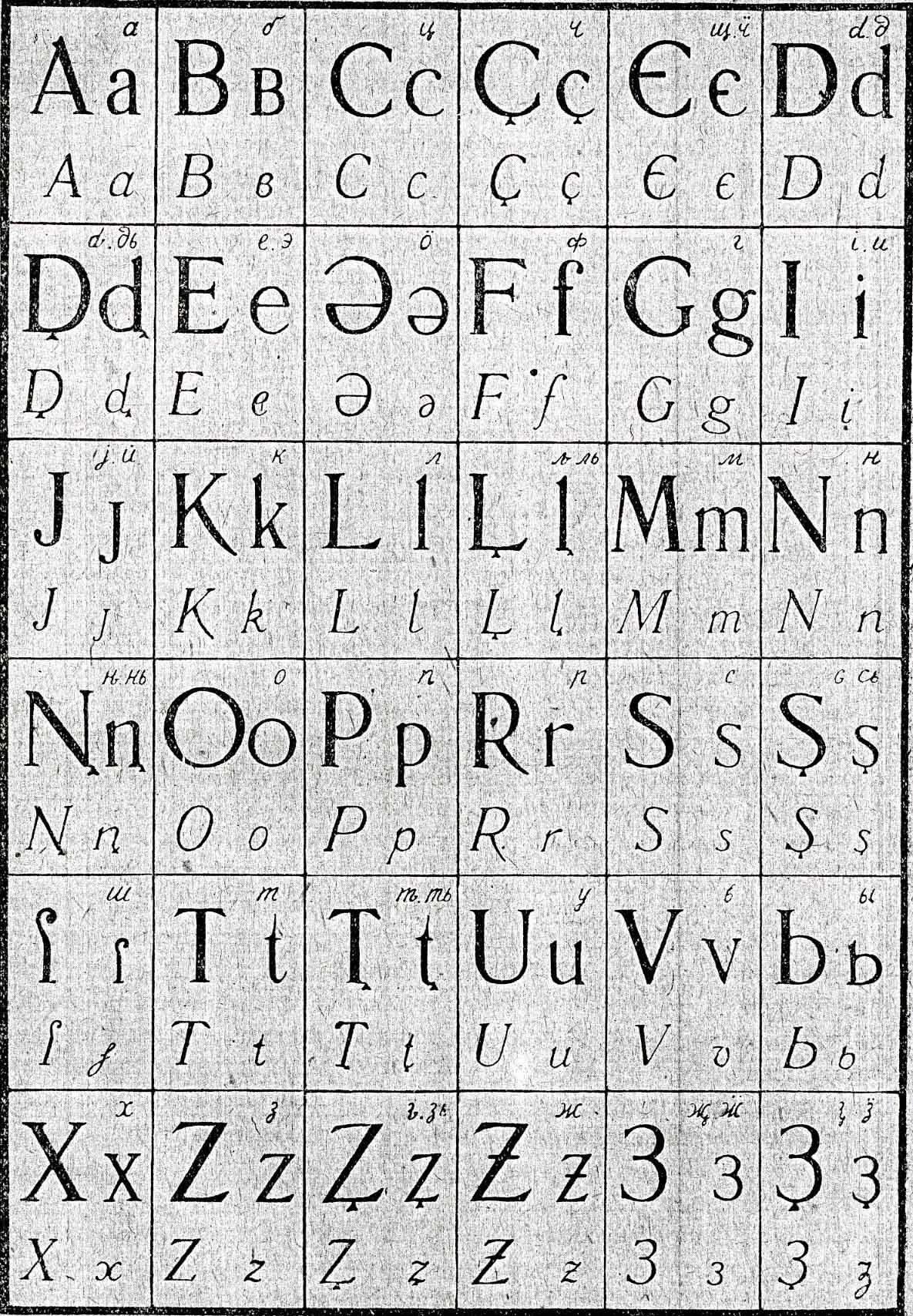
Проект реформы удмуртской и коми письменностей 1931 года

## Кодировка
Буква не была принята в Юникоде из-за опасений, что её кодирование, несмотря на неоднократные применения, может открыть дверь для «дублирования всего кириллического алфавита в виде латинских букв». В мае 2022 года была подана ещё одна заявка на кодировку. Последнее предложение было пересмотрено в ответ на это беспокойство. Вместо неё при компьютерном наборе используют похожие буквы: Ьь (кириллический мягкий знак) или Ƅƅ (буква, которая ранее использовалась в Смешанном алфавите для обозначения шестого тона [˧]).